# فيندلشتاين 7-AS

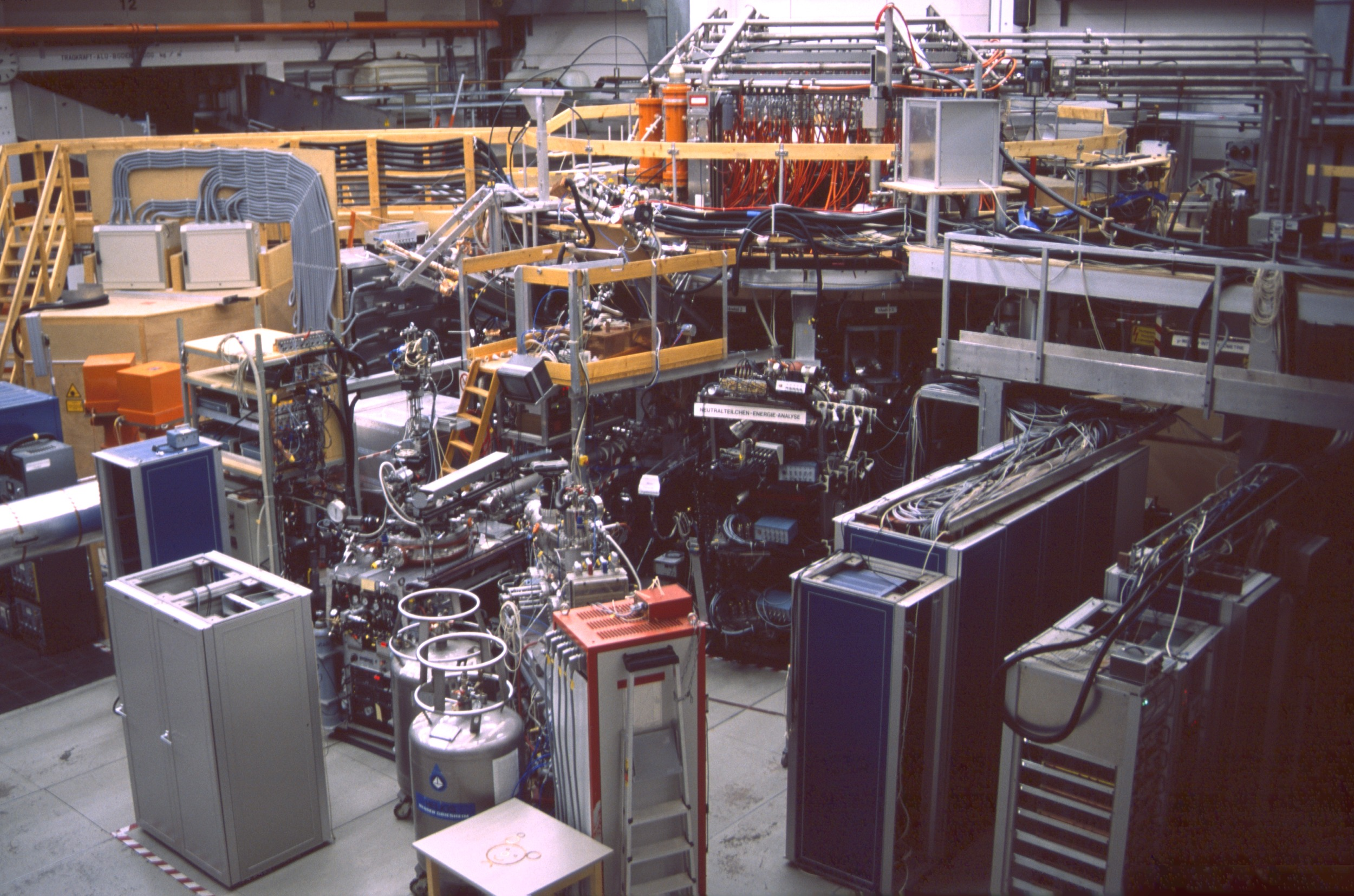
Wendelstein 7-AS في جارشينج ، بألمانيا. الجهاز النجمي - في الجزء الخلفي الأيمن - مخفي تقريبًا خلف مكونات الفحص والتسخين.

Wendelstein 7-AS كانت تجربة لحصر البلازما الساخنة بهدف تطوير مفاعل الاندماج النووي لإنتاج الطاقة. يعتمد النظام على مبدأ الجهاز النجمي (ستيلاراتور)، حيث يتم حصر البلازما بمجالات مغناطيسية يتم توليدها حصريًا بواسطة ملفات تحمل التيار في الخارج. في المقابل، مع مبدأ توكاماك ، يتم توليد الالتواء المطلوب لخطوط المجال المغناطيسي بواسطة تيار يتدفق في البلازما نفسها.
كانت تجربة Wendelstein 7-AS (التي تعني "Advanced Stellarator") هي الأولى من فئة جديدة من الأجهزة النجومية المتقدمة ذات الملفات المعيارية في العالم وتم تشغيلها في جارشينج بألمانيا من عام 1988 إلى عام 2002 من قبل معهد ماكس بلانك لفيزياء البلازما . كانت التجربة ناجحة للغاية وساهمت بشكل حاسم في تطوير الأنظمة النجمية (ستيلاراتور) القادرة على العمل المستمر. 

## إعداد التجربة

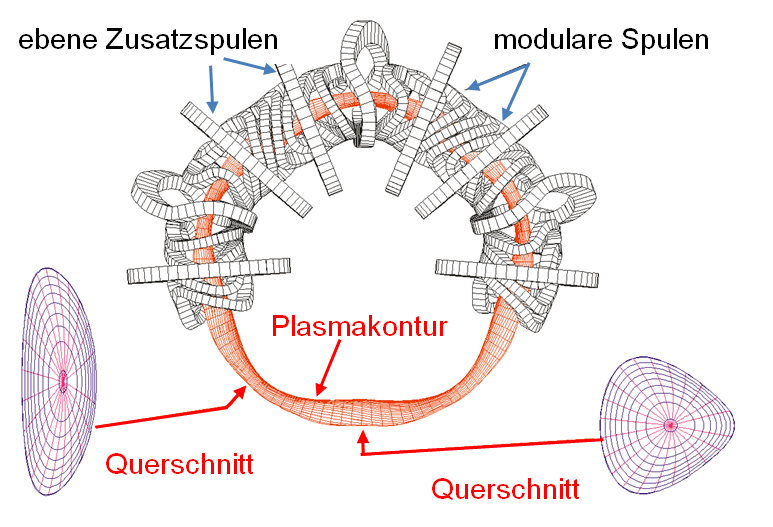
منظر علوي لنظام الملف المغناطيسي لجهاز Wendelstein 7-AS، وموضع البلازما فيه موضحا باللون الأحمر. يتغير المقطع العرضي للبلازما خمس مرات على طول الحلقة، في كل مرة من شكل بيضاوي مستقيم (أسفل اليسار) إلى شكل أكثر دمعة (أسفل اليمين) والخلف. يوجب الحفاظ على شكل البلازما هذا لمنعها من الاصتدام بجدران غرفة التفاعل.

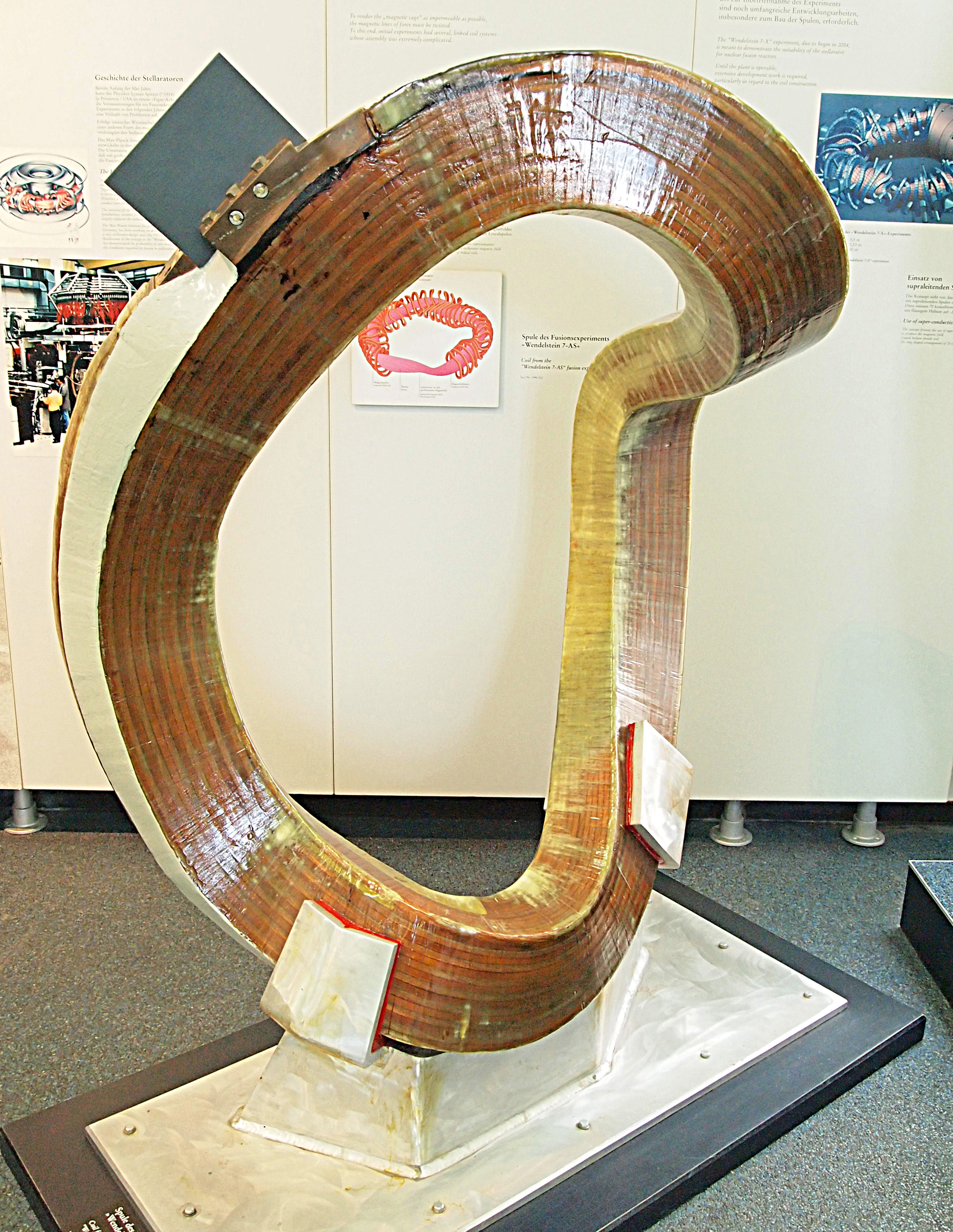
أحد الملفات الخصوصية الغير مسطحة, معروضة في المتحف الألماني بميونيخ.

تولد الأجهزة النجمية المجال المغناطيسي اللازم لاحتواء بلازما الهيدروجين الساخنة حصريًا عبر ملفات حاملة للتيار توجد خارج البلازما. نظرًا لأن التيار يمكن أن يتدفق بشكل مستمر في غرفة التفاعل ، فإن النجوم مرشحة لإجراء مفاعل اندماجي مستقبلي يعمل في عملية مستمرة. في مفهوم هذا التوكاماك البديل، يتم إنشاء جزء من المجال المغناطيسي المطلوب بواسطة تيار يتدفق في البلازما نفسها. وليس من الممكن حاليًا الحفاظ على هذا التدفق بشكل مستمر بجهد طاقة معقول.
كانت Wendelstein 7-AS أول جهاز نجمي ذو وحدات تحكم - أي. ملفات منفصلة موضوعة على طول حلقة البلازما، تحقق المجالات المغناطيسية المطلوبة من خلال شكلها الملتوي وهو شكل حسب بحواسيب ضخمة وبطريقة المحاكاة الحاسوبية.  تم استخدام العدد الكبير من درجات الحرية (التغييرات) التي أصبحت ممكنة في تصميم المجال المغناطيسي لتقريب المجال المغناطيسي المتولد من المستوى النظري الأمثل. من أجل اختبار الضبطة الأساسية للطريقة في أسرع وقت ممكن وأيضًا بسبب سعة الكمبيوتر المحدودة المتاحة حتى عام 1980، تم إجراء تحسين جزئي فقط في البداية على تجربة Wendelstein 7-AS. فقط في الخطوة التالية، سيتم التحقق من ملاءمة المفاعل لهذا المفهوم مع Wendelstein ستيلاراتور مفاعل فيندلشتاين 7 إكس، والذي دخل حيز التشغيل في غرايفسفالد بألمانيا في عام 2015.

## معلومات تقنية
| نصف القطر الأكبر للبلازما    | 2 متر                                                                                  |
| نصف قطر البلازما الصغير      | 0,13 حتى 0,18 متر                                                                      |
| المجال المغناطيسي            | حتى 2,6 تسلا (≈ 500.000 أكبر من المجال المغنطيسي للأرض في أوروبا)                      |
| عدد الملمفات الحلقية         | 45 وحدات ملفات أفقية, وملفات غير أفقية + 10 ملفات أفقية إضافية                         |
| زمن البلازما                 | حتى 2 ثانية                                                                            |
| تسخين البلازما               | 5,3 ميجاواط (2,6 ميغاوات ميكروويف ECRH + 2,8 ميجاواط [حقن جسيمات متعادلة الشحنة])      |
| حجم البلازما                 | ≈ 1 متر مكعب                                                                           |
| كمية البلازما                | < 1 مليجرام                                                                            |
| درجة حرارة الإلكترونات       | حتى 78 مليون كيلفن = 6,8 ألف إلكترون فولط                                              |
| درجة حرارة أيونات الهيدروجين | حتى 20 مليون كيلفن = 1,7 كيلو إلكترون فولت (تعادل اكثر قليلا من درجة حرارة قلب الشمس ) |

## نتائج المشروع

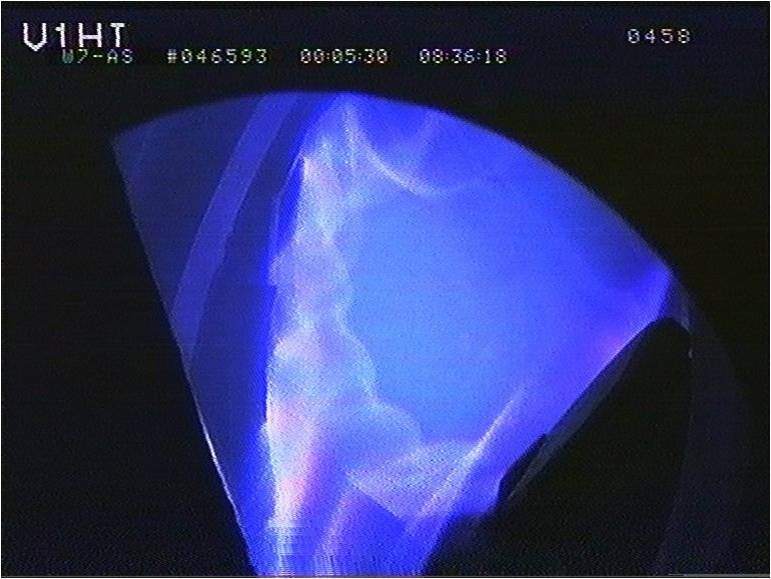
عرض من خلال نافذة فراغ في الاتجاه الحلقي، أي على طول البلازما W7-AS. تظهر الحافة "الباردة" للبلازما مشرقة، وتظهر هياكل الجزيرة المنتفخة في وسط الصورة والتي تقع مقابل بلاط الجرافيت على الحائط (الجانب الأيسر من قسم الصورة المضيئة). الإشعاع الحراري الصادر من المركز الساخن لأنبوب البلازما (النصف الأيمن من قسم الصورة المضيئة، قطره حوالي 30 سم) يقع في نطاق الأشعة السينية القريب وغير مرئي للكاميرا؛ وبالتالي تظهر البلازما منتشرة وشفافة.

النتائج التجريبية  لـ Wendelstein 7-AS تأيد التوقعات المتعلقة بالتحسين الجزئي وبالتالي أدت إلى بناء مفاعل فيندلشتاين 7 إكس كخطوة التطوير التالية:
- وكان هذا صحيحًا بشكل خاص بالنسبة لمدى بقاء جزيئات البلازما الساخنة - أيونات الهيدروجين والإلكترونات زمنيا - وطاقتها الحرارية محصورة في المجال المغناطيسي، كما هو الحال في الغرفة . وقد أتاح هذا الحبس المحسن تحقيق ثمانية أضعاف درجة الحرارة الداخلية للشمس بالنسبة للإلكترونات الموجودة داخل حلقة البلازما، وعلى الأقل أكثر من درجة الحرارة الداخلية للشمس بالنسبة لأيونات الهيدروجين.
- علاوة على ذلك، فقد تبين أن الستيلاريتور المُحسّن جزئيًا يتصرف بشكل جيد للغاية فيما يتعلق بعدم استقرار البلازما، وهو أمر ذو أهمية كبيرة للتشغيل المستمر لمفاعل لاحق. يمكن لعدم استقرار البلازما ، على سبيل المثال أن يؤدي إلى التبريد المؤقت أو فقدان جزيئات البلازما الساخنة وبالتالي يحد من ضغط البلازما ودرجات الحرارة المطلوبة داخل البلازما.
- تم تشغيل ما يسمى بالمحول بنجاح على Wendelstein 7-AS - لأول مرة على جهاز ستيلاراتور؛ يؤدي هذا إلى إزالة الشوائب من البلازما التي من شأنها أن تزيد من تبريد البلازما الساخنة بالداخل. وللقيام بذلك، يتم تشويه خطوط المجال المغناطيسي الموجودة على حافة البلازما بحيث تؤثر جزيئات البلازما الساخنة من الأيونات المشحونة بشكل خاص على ألواح حاجزة معدة خصيصًا ، وبالتالي توزع طاقتها بشكل أفضل قدر الإمكان، وبالتالي تجنب ارتفاع درجة الحرارة المحلية .
- كانت Wendelstein 7-AS أيضًا أول جهازا نجميا يحقق تحسينات ديناميكية في حبس البلازما ، حيث تقوم البلازما نفسها بتطوير طبقة عازلة يبلغ سمكها بضعة سنتيمترات عند حافتها، والتي بدورها تتيح درجات حرارة أعلى في الداخل. هذا ما يسمى بوضع H (H أي "الحبس العالي")، والذي من شأنه أن يجعل من الأسهل بكثير تحقيق حالة التشغيل لمفاعل الاندماج ، تم العثور عليه سابقًا فقط في توكاماك .

## روابط انترنت
- معهد ماكس بلانك لفيزياء البلازما

## المنشورات العلمية الفردية
1. ↑  Isabella Milch (5. August 2002). "Fusionsanlage Wendelstein 7-AS stillgelegt – Bilanz einer Erfolgsgeschichte". Max-Planck-Institut für Plasmaphysik. مؤرشف من الأصل في 2023-12-03. {{استشهاد ويب}}: تحقق من التاريخ في: |تاريخ= (مساعدة)
2. ↑  Max-Planck-Institut für Plasmaphysik. "Wendelstein 7-AS". مؤرشف من الأصل في 2023-12-03.
3. ↑  Hirsch، M؛ al.، et (2008). "Major results from the stellarator Wendelstein 7-AS". Plasma Physics and Controlled Fusion. ج. 50 ع. 5: 053001. DOI:10.1088/0741-3335/50/5/053001. ISSN:0741-3335.
4. ↑  Hirsch، M؛ al.، et (2008). "Major results from the stellarator Wendelstein 7-AS". Plasma Physics and Controlled Fusion. ج. 50 ع. 5: 053001. DOI:10.1088/0741-3335/50/5/053001. ISSN:0741-3335.